# Trichoniscus tirolensis
Trichoniscus tirolensis är en kräftdjursart som beskrevs av Karl Wilhelm Verhoeff 1901B. Trichoniscus tirolensis ingår i släktet Trichoniscus och familjen Trichoniscidae. Inga underarter finns listade i Catalogue of Life.